# HMS C7
HMS C7 – brytyjski okręt podwodny typu C. Zbudowany w latach 1905–1907 w Vickers w Barrow-in-Furness. Okręt został wodowany 15 lutego 1907 roku i rozpoczął służbę w Royal Navy 23 maja 1907 roku. 
W 1914 roku C7 stacjonował w Humber przydzielony do Szóstej Flotylli Okrętów Podwodnych (6th Submarine Flotilla) pod dowództwem Lt. George F. Bradshawa. 
Załodze okrętu przypisano zatopienie 5 kwietnia 1917 roku, u wybrzeży Szkocji niemieckiego okrętu podwodnego SM UC-68, która zaginęła w tym obszarze. Jednak jak się później okazało był to inny niemiecki okręt podwodny SM UB-10, który został tylko uszkodzony i dotarł do portu.
Okręt został sprzedany w październiku 1920 roku i zezłomowany.